# بهادر اینسیلی
بهادر اینسیلی (انگلیسی: Bahadir Incilli؛ زادهٔ ۲۵ اوت ۱۹۸۹) بازیکن فوتبال اهل آلمان است.
از باشگاه‌هایی که در آن بازی کرده‌است می‌توان به باشگاه فوتبال فورتونا دوسلدورف اشاره کرد.